# Áyioi Theódhoroi (ort)
Áyioi Theódhoroi (Agioi Theodoroi) är en ort i Grekland.   Den ligger i prefekturen Nomós Magnisías och regionen Thessalien, i den centrala delen av landet, 130 km nordväst om huvudstaden Aten. Áyioi Theódhoroi ligger 205 meter över havet och antalet invånare är 318.
Terrängen runt Áyioi Theódhoroi är kuperad.  Närmaste större samhälle är Pteleós, 6,5 km norr om Áyioi Theódhoroi. 